# Nutatie (plantkunde)

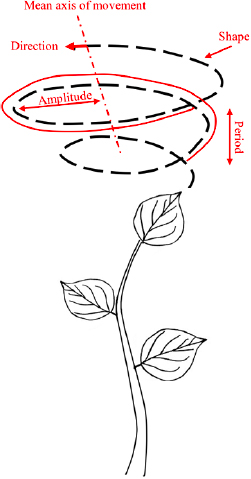
Circumnutatie bij een plant

De aanduiding nutatie (Latijn: nutare, heen en weer bewegen, schommelen) wordt in de plantkunde gebruikt voor de autonome, zoekende beweging van groeiende plantendelen, zoals wortels, stengels, bladeren en bloemen. Nutatie is een endogeen (van binnenuit gestuurd) proces dat slechts indirect wordt beïnvloed door factoren zoals ruimte, licht, water of voedingsstoffen. Nutatie berust op het verschil in groeisnelheid van weefsel rond de zijkanten van de plantendelen. Een rondgaande, slingerende groeibeweging, zoals die te zien is bij zaailingen, slingerplanten en ranken wordt circumnutatie genoemd.
De eerste gedetailleerde analyse van circumnutatie stamt van Charles Darwin, gepubliceerd in 1880 in zijn boek The Power of Movement in Plants.